# 정원배
정원배(鄭元培, 1973년 8월 1일 ~ )는 전 KBO 리그 야구  포수였으며, 은퇴 후 모교인 인하대 감독으로 활동 중이다.

## 출신학교
- 1989년 ~ 1992년 : 광주진흥고등학교
- 1992년 ~ 1996년 : 인하대학교 (1992학번)

## 등번호
- 22번